# Bogusza
Bogusza (prononciation : [bɔˈɡuʂa]), également connue sous le nom ukrainien de Bohusha (ukrainien : Богуша), est une localité polonaise de la gmina de Kamionka Wielka, située dans le powiat de Nowy Sącz en voïvodie de Petite-Pologne.